# Piz Daint
Der Piz Daint ist ein Berg der Umbrailgruppe westlich des Münstertals im Schweizer Kanton Graubünden in der Schweiz. Der Berg bildete die natürliche Grenze zwischen den ehemaligen Gemeinden Tschierv und Müstair.
Im Westen liegt das abgelegene und nach Norden in den Inn und ins Schwarze Meer entwässernde Tal Val Mora, dessen Wasser kurzzeitig über italienisches Gebiet fliesst und via Spöl in die Schweiz zurückgelangt. Auf der Ostseite entwässert das Val Müstair nach Süden via Rambach und Etsch in die Adria.

## Name
Ursprünglich hiess der Berg Piz d’Aint, rätoromanisch für «Innerer Gipfel». Diese Bezeichnung ist relativ zu dem östlich benachbarten Piz d’Ora, rätoromanisch für «Äusserer Gipfel», zu verstehen.
 Seit dem späten 20. Jahrhundert gilt die Schreibung Piz Daint.

## Routen zum Gipfel
Der Piz Daint ist über verschiedene einfachere Bergwanderwege bis ziemlich schwere Routen erreichbar. Der Berg ist ein beliebtes Ski- und Snowboardtourenziel. 

## Literatur

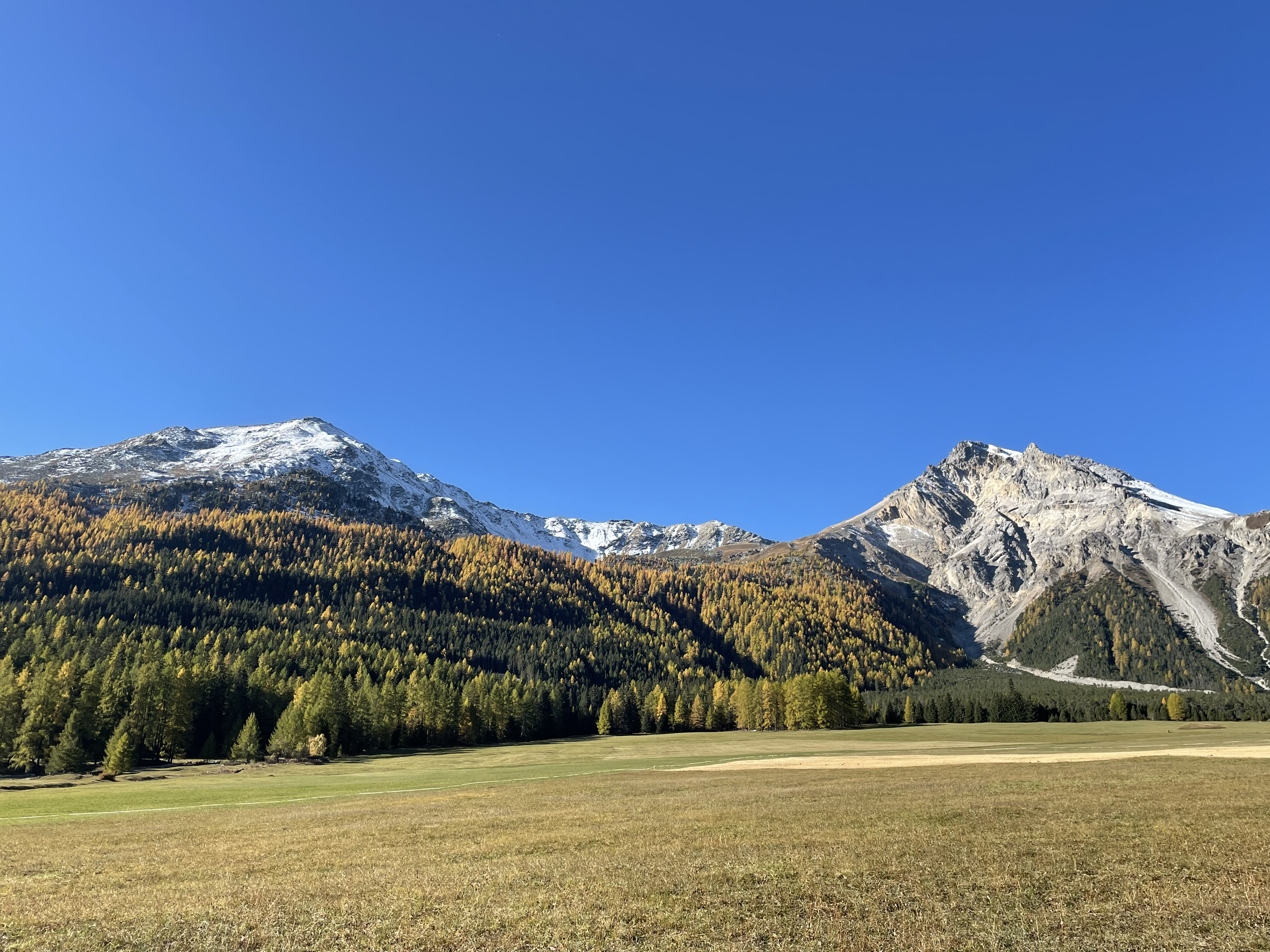
Piz Dora und Piz Daint (rechts)